# Zwinglikirche (Weesen)

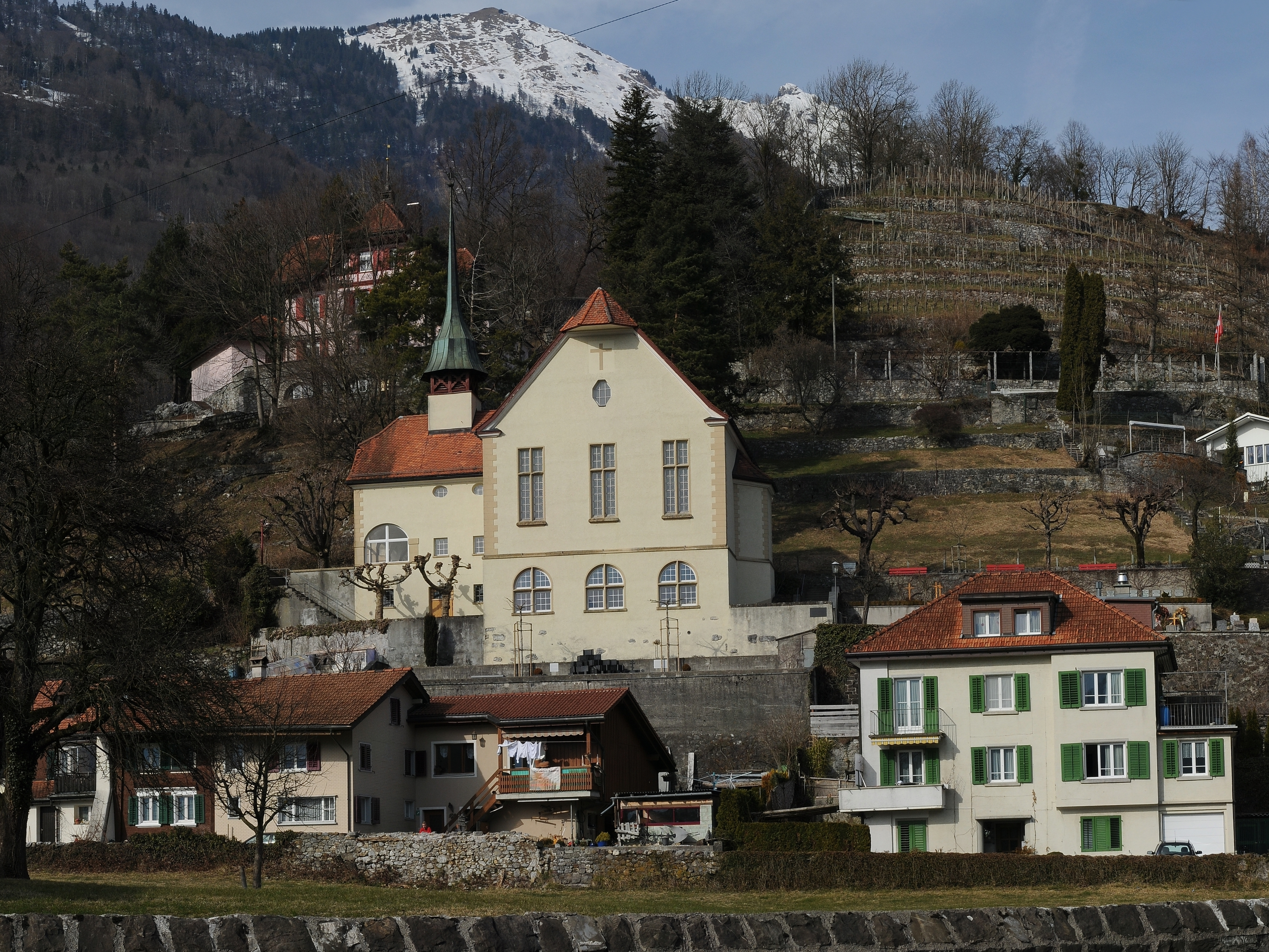
Blick von der Hauptstraße

Die Zwinglikirche in Weesen im Kanton St. Gallen ist ein evangelisch-reformiertes Gotteshaus.

## Lage

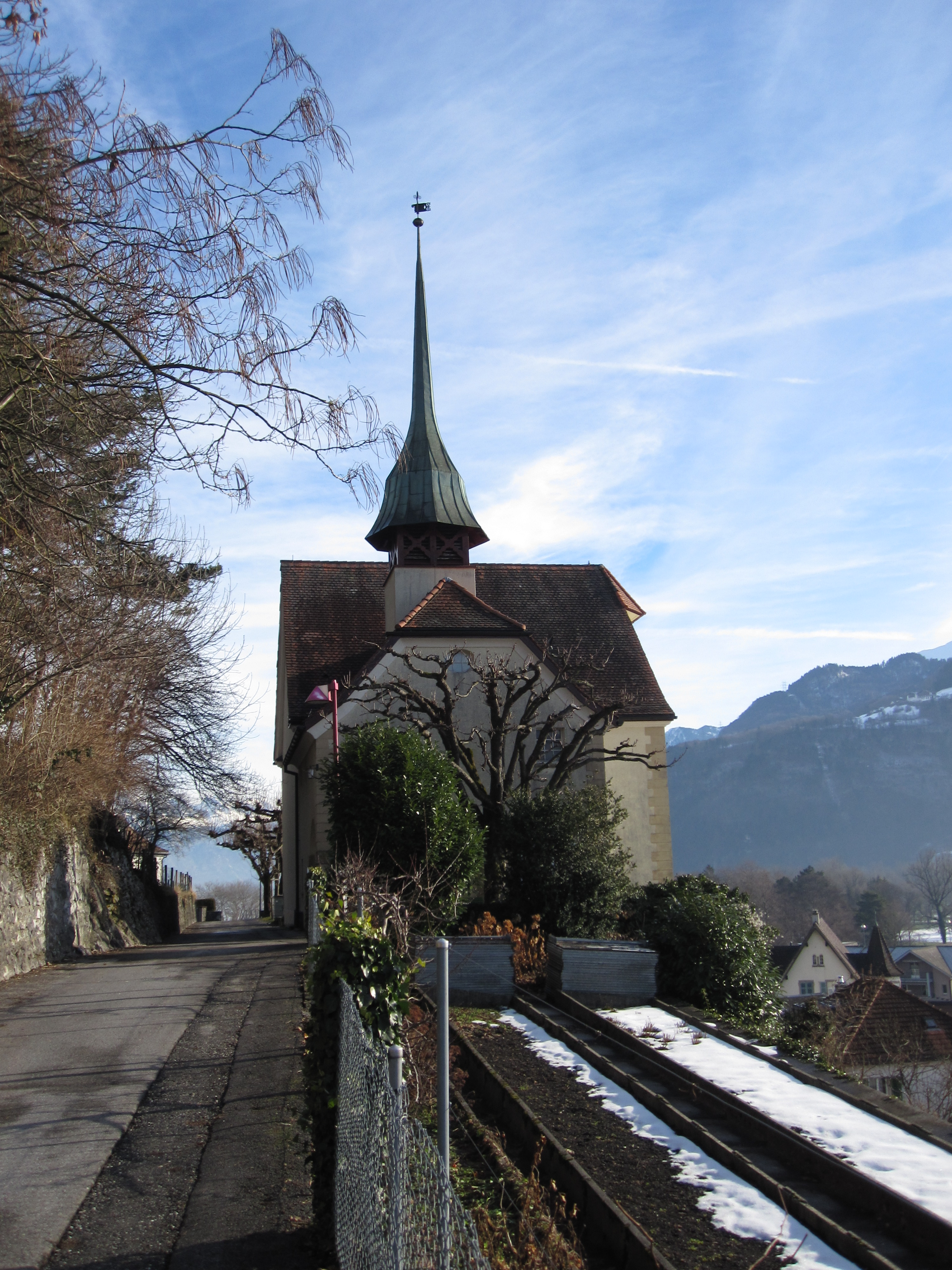
Aussenansicht

Die Kirche liegt über dem Westufer des Walensees erhöht am Büel am westlichen Rand des historischen Städtli in unmittelbarer Nachbarschaft zur römisch-katholischen Heiligkreuzkirche (Bühlkirche), mit der sie einen gemeinsamen Friedhof teilt.

## Namensgebung
Benannt ist die Kirche nach dem Reformator Huldrych Zwingli, der als Kind von 1490 bis 1494 in Weesen bei seinem Onkel lebte, dem Dekan Bartholomäus Zwingli. Vermutlich lebte er wenige Meter entfernt in der Kaplanei neben der benachbarten Bühlkirche.

## Geschichte und Ausstattung

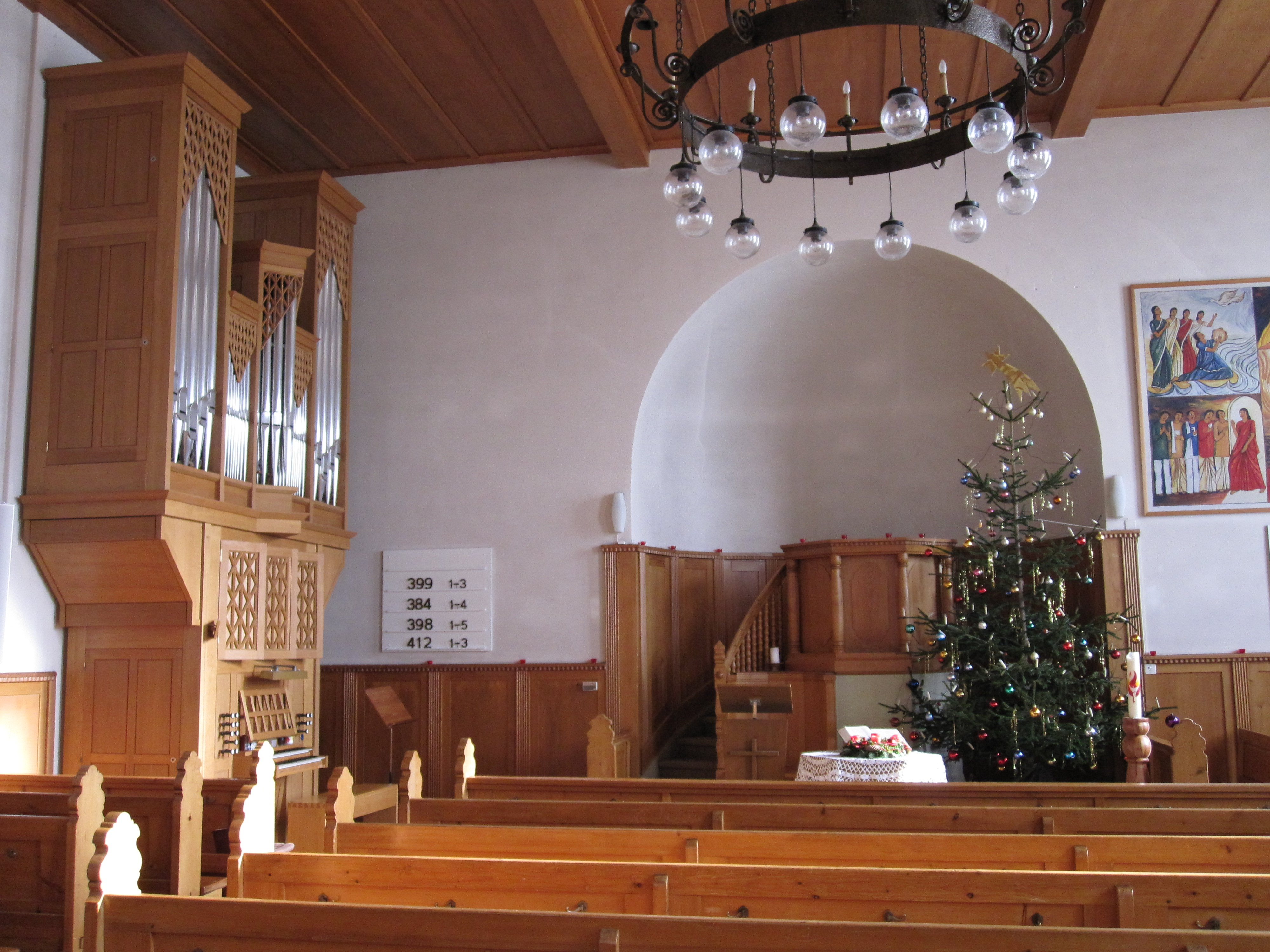
Innenansicht

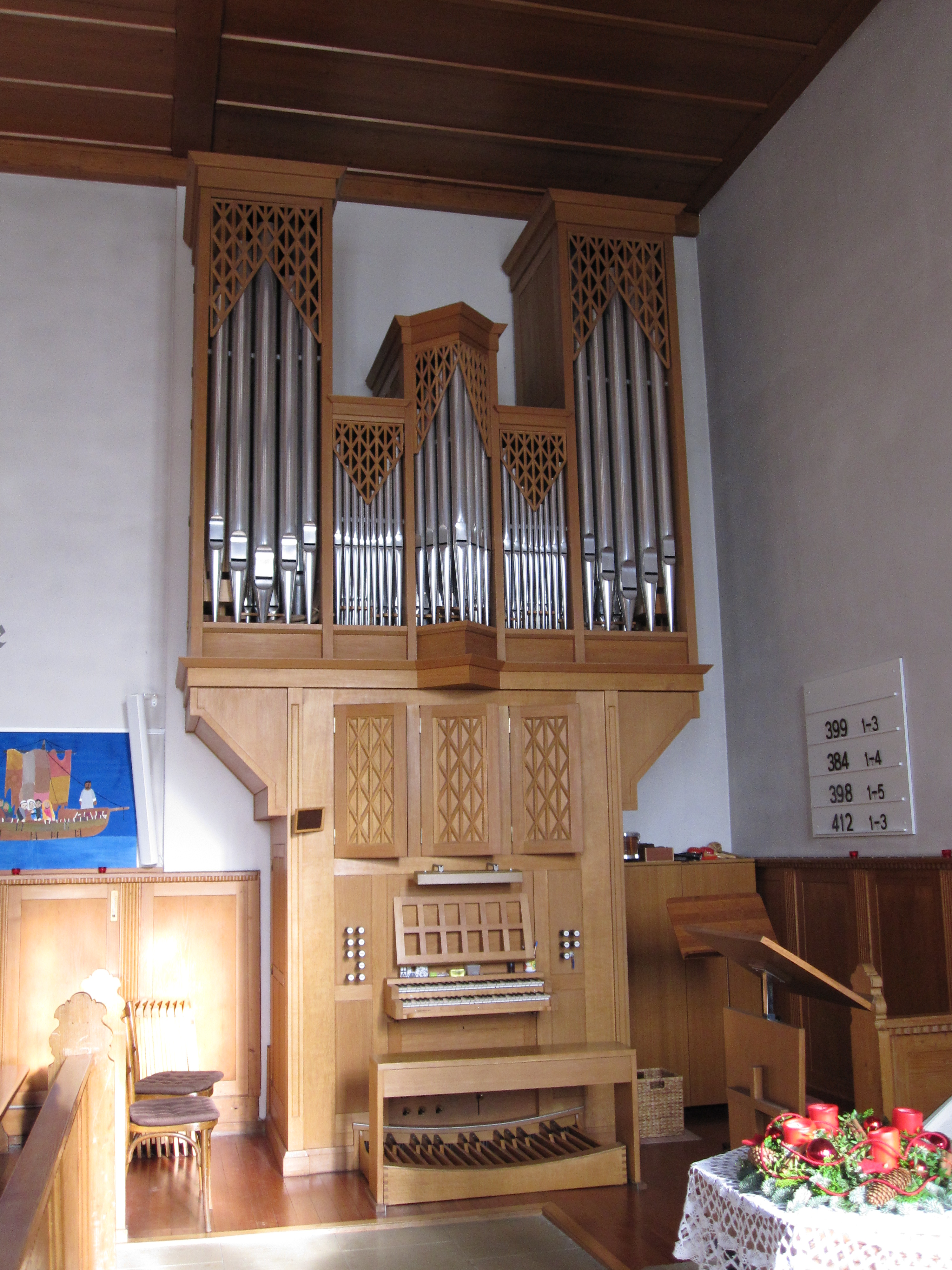
Orgel

Die Zwinglikirche wurde im Jahr 1913 errichtet, nachdem im Zuge der Linthkorrektion die Zahl der zugewanderten Reformierten in das seit der Reformationszeit katholische Weesen stark zugenommen hatte. Die Churer Architekten Schäfer und Risch zeichneten für die Planung verantwortlich. Die sakrale Architektur folgt dem Jugendstil. Der Bau wurde möglich vor allem durch finanzielle Unterstützung aller Glarner Reformierten Gemeinden. Bis 1921 gehörte die Kirchgemeinde als Verbund mit Mühlehorn zur Glarner Kantonalkirche.
Im Jahr 1915 erhielt die Kirche drei Glocken. Die grösste enthält das Motiv von Huldrych Zwingli mit dem Ausspruch: «Setzet eure Hoffnung auf Gott, dem Ruhigmacher aller Herzen!» Allerdings ist die Quelle dieses Zwinglizitats unbekannt.
Im Kirchenraum steht in der Nähe von Kanzel und Abendmahlstisch eine Orgel der Manufaktur Mathis Orgelbau aus dem Jahr 1970. Auf zwei Manualen und Pedal können 14 klingende Register angespielt werden.
In der Kirche befindet sich eine Ausgabe der Zürcher Bibel, ein Druck aus dem Jahr 1589. Es handelt sich vermutlich um den letzten Druck aus der Druckerei Froschauer.

## Kirchliche Organisation
Weesen bildet mit Amden, wo die Reformierten gleichfalls eine Minderheit in der Diaspora sind, eine Pastorationsgemeinschaft im Dekanat Toggenburg der evangelisch-reformierten Kirche des Kantons St. Gallen. Die Gottesdienste finden wöchentlich abwechselnd in der Zwinglikirche und in der Amdener Bergkirche statt.

## Nachweise
1. ↑  Orgelverzeichnis Schweiz und Liechtenstein: Ref. Zwinglikirche Weesen SG

Koordinaten: 47° 8′ 3,6″ N, 9° 5′ 37,1″ O; CH1903: 725549 / 221696